# Список зброї російсько-української війни
У статті йдеться про озброєння та техніку, які використовуються в російсько-українській війні, що охоплює і російське збройне вторгнення в Крим (2014), у якій беруть участь з одного боку Збройні сили Російської Федерації і Війська ЛНР/ДНР, а з другого боку Збройні сили України та різноманітні нерегулярні війська.
Майже всі учасники бойових дій оснащені озброєнням і спорядженням радянського походження, таким як автомат АК-74, основний бойовий танк Т-72 або літак авіаційної підтримки Су-25. Однак багато російських військовослужбовців і бійців нерегулярних утворень забезпечені модернізованим російським оснащенням, тоді як Україна одержала істотну підтримку як від вітчизняної оборонної промисловості, так і від держав НАТО — особлива іноземна підтримка стала помітною після початку російського вторгнення 2022 року, під час якого велику роль на фронті відіграють РСЗВ M142 HIMARS і M270 MLRS, переносні протитанкові системи FGM-148 Javelin і NLAW тощо. Через дефіцит набою 7.62×39 більшість бойових підрозділів використовують 5.45×39 радянського зразку. 

## Оснащення військових формувань РФ, ДНР і ЛНР

### Стрілецька зброя

#### Пістолети
- ПМ
- АПС
- ТТ-33
- Форт-12

#### Гвинтівки зковзним затвором
- Мосін–Наган M1891/30

#### Карабіни
- СКС
- АКС-74У
- M4 — як повідомлялося, захоплений у грузинських найманців після першої битви за Донецький аеропорт.

#### Пістолети-кулемети
- ПП-19-01
- ППШ-41
- ППС-43

#### Штурмові гвинтівки

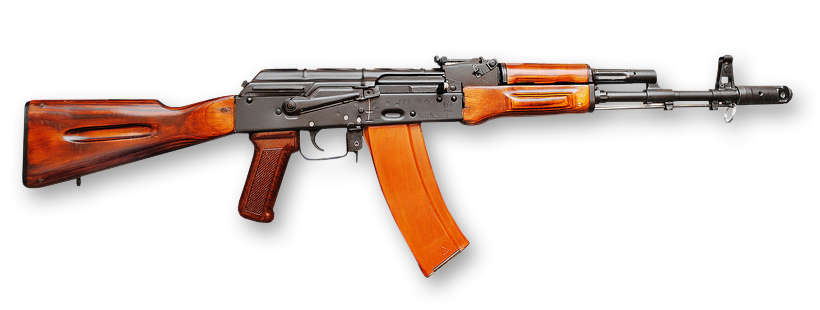
Автомат АК-74. Стандартна гвинтівка Сухопутних військ України.

- АКМ
- АК-74
- АК-74М
- АН-94
- АК-12
- AS Val
- АК-105
- АК-205

#### Снайперські гвинтівки
- СВД-63
- ВСС

#### Великокаліберні снайперські гвинтівки
- ПТРД-41
- ПТРС-41
- КСВК

#### Кулемети
- РПД
- РПК
- РПК-74
- РПК-74М
- ПК / ПКМ
- ПКП
- ДШК
- КПВ
- НСВ
- АЕК-999

#### Травматична зброя
- «Оса»

#### Гранати
- РГ-41(інші мови)
- Ф-1
- РГД-5
- РГН

#### Гранатомети
- ГП-25
- ГП-34
- АГС-17

#### Міни
- МОН-50
- МОН-90
- ОЗМ-72
- МОН-100
- МОН-200
- ТМ-62
- ПФМ-1

#### Протитанкова зброя
- РПГ-7
- РПГ-18
- РПГ-22
- РПГ-26
- СПГ-9
- Фагот
- Штурм
- Метис
- Конкурс
- 9М120 «Атака»

#### зенітні керовані ракети
- Ігла
- Верба
- Grom

### Приціли
- 1ПН93
- ПАГ-17
- ПГО-7В
- Гіперон

### Міномети

#### Самохідні
- 2С4 «Тюльпан»[1]
- 2С9 «Нона»[1]

#### Переносні
- 2Б11

### Артилерія

#### Причіпна артилерія
- Д-30
- 2А65 «Мста-Б»[1]

#### Самохідна артилерія
- 2С9 «Нона»[1]
- 2С1 «Гвоздика»[1]
- 2С3 «Акація»[1]
- 2С7 «Піон» / 2S7M Malka[1]
- 2С19 «Мста-С»[1]

#### Реактивні системи залпового вогню
- БМ-21 «Град»[1]
- БМ-27 «Ураган»[1]
- БМ-30 «Смерч»[1]
- 2Б17 «Торнадо»
- ТОС-1 «Буратіно»[1]

### Крилаті ракети
- Калібр[2]
- Іскандер[3][4]
- Х-101[5]
- Точка-У[6]
- Онікс
- Кинджал — Росія зазначала, що 18 березня 2022 року застосувала ракети «Кинджал» для знищення нібито підземного складу зброї Збройних сил України в Делятині, а наступного дня — паливного складу в Костянтинівці.[7]

### Транспортні засоби

#### Танки
- T-64BV
- Т-72A / T-72АВ / T-72Б / T-72Б3
- Т-80В / Т-80У / Т-80УД / T-80БВМ
- T-90A

#### Бронетранспортеритабойові машини піхоти
- БРМ-1К
- БМП-1
- БМП-2 / БМП-2К
- БМП-3
- МТ-ЛБ
- БТР-60
- ТЗМ-Т
- БМД-2
- БМД-4М
- БТР-82А
- БТР-80
- БТР-Д
- БМД-3

#### Легкі мобільні машини піхоти тамашини із захистом від мін і засідок
- КАМАЗ-63968 «Тайфун»
- ГАЗ Тигр
- Iveco LMV («Рись»)
- «Новатор» — захоплені в невідомій кількості

#### Інженерні транспортні засоби
- БТР-Д (з розмінувальним зарядом УР-67)
- УР-77
- БАТ-2
- БРЕМ-1
- БРЕМ-К
- РЕМ-КЛ
- ІМР-2
- ТММ-3
- МТУ-72
- ПМП
- ПТС-3
- Камаз-5350
- Урал-4320
- БТС-4

#### Радіоелектронна боротьба
- Борисоглібськ-2
- СПР-2 «Ртуть-Б»

#### Пошукові транспортні засоби
- ГАЗ-66
- ЗІЛ-131
- ЗІЛ-135
- ГАЗ Садко
- ГАЗ Соболь
- Урал-4320
- УАЗ-469
- УАЗ Патріот

#### Машини управління вогнем артилерії
- 1В119 «Реостат»
- 1В13
- 1В14
- 1В16

#### Автомобільні радіостанції
- Р-166 «Артек»

#### Командно-штабні машини
- Р-149БМР
- БМП-1КШ[8]

### Поїзди
- Бронепоїзд[9]

### Зенітні ракетні комплекси
- 2С6 «Тунгуска»
- «Оса»
- Стріла-10
- «Бук»
- «Тор»
- Панцирь-С1[10][11][12]
- Штиль-1
- С-300Ф «Форт»

### Авіація

#### Літальні апарати з нерухомим крилом
- Су-25[13]
- Су-30
- Су-34
- Су-35[14]
- Ан-26[15]

#### Гвинтокрилі літальні апарати
- Мі-8[16]
- Мі-24 / Мі-35[17]
- Мі-28[18]
- Ка-52[16][19]

#### Безпілотні літальні апарати
- Орлан-10
- Орлан-30
- «Форпост»
- Qods Mohajer-6
- Shahed 129
- Корсар

#### Дрони-камікадзе
- Shahed 131
- Shahed 136
- Ланцет
- БАС-80

### Судна
- Крейсер проєкту 1164 («Москва») — застосований проти українських військ під час атаки на острів Зміїний.
- Патрульний корабель типу «Василь Биков» («Василь Биков») — застосований проти українських військ під час атаки на острів Зміїний. Потоплений 7 березня поблизу Одеси береговою артилерією ВМС України внаслідок спецоперації, проведеної українським флотом.[20]
- Швидкісні транспортно-десантні катери проєкту 02510 «БК-16» — застосований в акваторії Дніпра і в порту Бердянська. Один із катерів потоплений 2 травня 2022 року.
- Десантні катери проєкту 11770 (класу «Серна»).

## Оснащення українських та українських добровольчих сил

### Стрілецька зброя

#### Пістолети
- ПМ
- АПС
- ПБ
- Форт-14
- Форт-17
- пістолет Яригіна — невідома кількість, захоплена під час російського вторгнення в Україну.
- CZ 82
- Glock 17
- SIG Sauer P365[21]

#### Пістолети-кулемети
- Škorpion vz. 61
- ППШ-41
- CZ Scorpion Evo 3

#### Самозарядні гвинтівки
- СКС

#### Карабіни
- АКС-74У

#### Рушниці
- Mossberg 500

#### Штурмові гвинтівки
- АКМ / АКМС[22]
- АК-74
- АК-74М — кількість невідома. Невелику кількість захоплено під час вторгнення Росії в Україну 2022 р.
- АК-12 — кількість невідома. Невелику кількість захоплено під час вторгнення Росії в Україну 2022 р.
- АК-103 — кількість невідома. Невелику кількість захоплено під час вторгнення Росії в Україну 2022 р.
- AS Val
- «Малюк»
- vz. 58
- FN FNC — надіслано як військову допомогу з Бельгії.
- Zastava M70 — колишній югославський військовий запас із Хорватії, надісланий у відповідь на вторгнення Росії в Україну[23]
- SIG Sauer MCX (обмежена кількість, що використовується українськими силами спеціальних операцій під час російського вторгнення в Україну)
- Форт-221
- Форт-224
- M4 – WAC-47

#### Бойові гвинтівки
- G3 — надіслано як військову допомогу з Португалії
- М14

#### Снайперські гвинтівки
- СВД
- Зброяр Z-10
- Barrett M82
- Falcon ZVI
- Snipex Alligator
- Т-5000(інші мови) — кількість невідома. Невелику кількість захоплено під час вторгнення Росії в Україну 2022 р.
- Accuracy International AX

#### Кулемети
- РПК
- РПК-16 — кількість невідома. Невелику кількість захоплено під час вторгнення Росії в Україну 2022 р.
- Форт-401
- М240
- ПК
- ДП-27
- UK vz. 59
- ПКП — кількість невідома. Невелику кількість захоплено під час вторгнення Росії в Україну 2022 р.
- ДШК
- НСВ
- Корд — кількість невідома. Невелику кількість захоплено під час вторгнення Росії в Україну 2022 р.
- MG-3
- Browning M2

#### Зенітні кулемети
- ЗПУ-1
- ЗПУ-2

Гранати
- ВОГ-25
- РГД-5
- Ф-1
- РДГ-2
- РГН
- РГО
- РКГ-3
- M67 — пожертвовано Канадою.

Гранатомети
- Mk19
- АГС-17
- ГП-25
- RGP-40 — пожертва Польщі.

#### Переносна зброя для ураження бойової техніки та зенітні керовані ракети
- Carl Gustaf
- M-72 LAW[24]
- Панцерфауст 3[25]
- AT4 — пожертва Швеції.
- Фагот
- Конкурс
- Корсар
- Скіф[26]
- M141 BDM
- NLAW — пожертва Великої Британії[27]
- Piorun — передано від Польщі[28]
- FGM-148 Javelin[29]
- Ігла
- Стріла-2
- Стріла-3
- MILAN[30]
- FIM-92 Stinger
- C90-CR[31]
- APILAS
- Martlet[32]

#### Вогнемети
- «Джміль»
- РПВ-16

#### Міномети
- LMP-2017
- 2С9 «Нона»
- 120-мм міномет vz. 82
- 120 KRH 92
- M57

### Артилерія

#### Причіпна артилерія
- Б-4
- Гіацинт-Б
- Д-20
- Д-30
- Д-44[33]
- МТ-12
- 2А65 «Мста-Б»
- М-46[34]
- L119[35]
- M101[36]
- M119[37]
- M777[38]
- FH70[39]
- Pansarvärnspjäs 1110[40]
- TRF1[41]

#### Самохідна артилерія
- 2С1 «Гвоздика»
- 2С22 «Богдана»
- «DANA»
- 2С19 «Мста-С»
- 2С3 «Акація»
- 2С7 «Піон»
- Гіацинт-С
- AHS Krab[42]
- CAESAR[43]
- PzH 2000[44]
- M109[45]
- Zuzana 2[46]
- Gepard[47]

#### Реактивні системи залпового вогню
- «Буревій»[48]
- «Вільха»
- БМ-21 «Град»
- БМ-30 «Смерч»
- МАЗ-7310
- БМ-27 «Ураган»
- M142 HIMARS[49]
- M270 MLRS[50]
- RM-70[51]

### Тактичні балістичні ракети
- «Сапсан»
- «Грім»
- Точка-У[52]
- «Луна-М»
- Р-360 «Нептун»[53]
- Brimstone[54]
- AGM-114 Hellfire[55]
- Harpoon[56]

### Транспортні засоби

#### Танки
- Т-64БВ
- Т-72АВ
- Т-80БВ

Бронетранспортери та бойові машини піхоти
- БРМ-1
- БРДМ-2
- МТ-ЛБ
- БМП-1
- БМП-2
- БТР-3
- БТР-4
- БТР-60
- БТР-70
- БТР-80
- Saxon
- «Новатор»
- FV104 Samaritan
- FV105 Sultan
- FV107 Scimitar

#### Легкі піхотні транспортні засоби
- HMMWV
- Козак
- ГАЗ Тигр — захоплені в невідомій кількості
- КрАЗ-Спартан
- Дозор-Б

#### Інженерні транспортні засоби
- БАТ-2
- FV106 Samson
- БТС-4

#### Пошукові транспортні засоби
- КрАЗ-6322
- КрАЗ-5233
- ГАЗ-66
- ЗІЛ-135
- ЗІЛ-131
- Урал-375
- Урал-4320
- МАЗ-537
- УАЗ-469
- УАЗ-452
- BMW 6 Серії
- HX81

### Зенітні ракетні комплекси
- ЗУ-23-2
- С-300
- «Оса»
- Стріла-10
- «Бук»
- RIM-7 Sea Sparrow

### Радари
- П-14 — радянська система попередження про ракетний напад
- П-35 — радянська система попередження про ракетний напад
- 30N6 — у складі радянського радіолокаційного комплексу С-300
- AN/TPQ-36
- AN/TPQ-49
- TRML-4D

### Авіація

#### Літальні апарати з нерухомим крилом
- Су-24
- Су-25
- Су-27
- МіГ-29
- Ан-26[57]

#### Гвинтокрилі літальні апарати
- Мі-8
- Мі-17
- Мі-24
- Westland Sea King

#### Безпілотні повітряні системи
- Bayraktar TB2[58][59]
- Лелека-100
- Ту-141 — розвідувальний дрон[60][61][62]
- FlyEye[28]
- AeroVironment Switchblade
- DJI Mini 2
- DJI Mavic 3
- DJI Phantom 4
- Evolve 2[63]
- Brinc LEMUR[64]

### Судна
- Фрегат проєкту 1135 («Гетьман Сагайдачний») — затоплений у Миколаєві 3 березня 2022 року через загрозу захоплення противником під час російського вторгнення в Україну, оскільки перебував на ремонті у процесі глибокої модернізації.[65]
- Патрульний катер типу «Айленд» («Слов'янськ») — випущений на бойове патрулювання в районі порту Одеса 3 березня 2022 року в ході російського вторгнення в Україну. Затонув у результаті влучання крилатої ракети «повітря-земля», пущеної з російського літака.[66]
- АСУ-1 «Валькірія»